# Hiszpański Ruch Wolnościowy
Hiszpański Ruch Wolnościowy (Movimiento Libertario Espanol) – emigracyjna organizacja hiszpańskich anarchistów. Organizacja powstała w celu koordynowanie działań hiszpańskich organizacji anarchistycznych, które po przegranej wojnie domowej 1936-1939 działały w podziemiu w samej Hiszpanii, jak i w ośrodkach emigracyjnych na całym świecie.
Hiszpański Ruch Wolnościowy (MLE) powstał w 1939 roku z połączenia trzech głównych organizacji anarchistycznych: Krajowej Konfederacji Pracy (CNT), Iberyjskiej Federacji Anarchistycznej i Iberyjskiej Federacji Młodzieży Wolnościowej (FIJL).

## Hiszpańscy anarchiści na emigracji
Działalność anarchistów hiszpańskich w innych krajach zaznaczyła się wyraźnie przede wszystkim w Meksyku, który przez pierwsze lata po wojnie był swojego rodzaju "stolicą" iberyjskiego anarchizmu. W mieście Meksyk działacze natychmiast po przybyciu zorganizowali Delegację Generalną CNT i zaczęli rozsyłać swoich przedstawicieli po całym obszarze obu Ameryk, od USA po Urugwaj.
Część anarchistów hiszpańskich osiedliła się w Wielkiej Brytanii, nie przejawiali tam większej aktywności, ograniczając się do podtrzymywania kontaktów czy okolicznościowych wystąpień. 
Oczywiście największe skupisko anarchistycznej emigracji, znajdowało się we Francji, stąd centrum działań MLE skupiło się w tym kraju.
Każda delegacja i grupa na emigracji miała przynajmniej jedno pismo. W mieście Meksyk rozpoczęto ponownie wydawać słynne pismo CNT Solidaridad Obrera, następnie Estudios Sociales, Tierra y Libertad oraz Comunidad Iberica. We Francji aktywną działalność prowadziło pismo FIJL Ruta, kierowane przez katalońskiego anarchistę Francisco Boteya. Wychodziły tam także Impulso, El Rebelie oraz Solidaridad Obrera. Tradycyjne tytuły anarchistyczne jak Solidaridad Obrera, Tierra y Libertad czy Ruta wychodziły w wielu krajach naraz (w tym także nielegalnie w Hiszpanii), w każdym miejscu było to jednak oddzielna gazeta. Po tym, jak w latach 50. we Francji zaczęły się represje ze strony rządu skierowane przeciwko hiszpańskim anarchistom, część gazet została zawieszona, a Ruta przeniosła się do Wenezueli, gdzie pismo wydawano do 1967 roku.

## Pierwsze kongresy MLE
Ze względu na wybuch II wojny światowej pierwszy kongres Kongres Lokalnych Federacji Ruchu Wolnościowego odbył się dopiero w 1945 roku w Paryżu. 
Od samego początku w MLE zaznaczył się podział na dwie frakcje, który w późniejszym okresie przerodził się w poważny konflikt. Po jednej stronie stali anarchiści "umiarkowani", którzy opowiadali się za zachowaniem jedności antyfaszystowskiej i współpracą z republikańskim rządem Hiszpanii na uchodźstwie, a w późniejszym okresie za przerwaniem walki zbrojnej z reżimem gen. Franco, na rzecz odbudowy podziemnego ruchu anarchosyndykalistycznego w Hiszpanii. Na czele tej grupy stali m.in. Federica Montseny, Garcia Oliver i Germinal Egleas. Z drugiej strony działacze zbrojnego ruchu oporu i Iberyjskiej Federacji Młodzieży Wolnościowej, opowiadali się za zaprzestaniem "kolaboracjonistycznej polityki" z rządem republikańskim i kontynuowaniem akcji zbrojnych.
W związku z ugodowym stanowiskiem kierownictwa MLE, w marcu 1947 roku powstał MLR (Wolnościowy Ruch Oporu) – organizacja, która miała na celu oddzielenie działań propagandowych i organizacyjnych od walki zbrojnej. Idea wyszła ze strony środowisk na wygnaniu, ale kierownictwo MLE we Francji szybko się od niej odcięło.
Pod koniec 1947 roku odbył się drugi kongres MLE (ponownie w Paryżu), w którym uczestniczyli również delegaci, którzy przedostali się z Hiszpanii, m.in. działacze MLR Josep Facerias i Francisco Sabaté, którym odmówiono statusu delegatow. 
Kongres zmienił część decyzji poprzedniego zjazdu, a także podjął uchwałę o przystąpieniu do prac nad publikacją, która opisywałaby osiągnięcia anarchistów podczas wojny domowej.
Sekretarzem generalnym MLE we Francji został wybrany José Peirats. Był to działacz umiarkowany, starający się pogodzić racje obu frakcji. 
Trzeci kongres MLE odbył się w 1948 w Tuluzie, która powoli wyrastała na centrum emigracyjnego ruchu wolnościowego Hiszpanów. Peirats został ponownie wybrany na sekretarza generalnego.
W 1951 roku francuska policja aresztowała José Peiratsa, wraz z dwoma działaczami komitetu wykonawczego CNT, pod zarzutem kradzieży opiewającej na sumę 6 milionów franków francuskich. Sytuacja była o tyle poważna, że jeśli zostaliby oni skazani, mogło to spowodować delegalizację CNT we Francji i skutkiem tego znacznie utrudnić działania MLE. Peirats spędził 5 miesięcy w więzieniu w Lyonie, gdzie już na samym początku został pobity przez policjantów. Za aresztowanymi ujęło się wiele osobistości życia publicznego, m.in. Albert Camus. Po pięciu miesiącach wypuszczono ich z więzienia, a po roku oczyszczono z zarzutów.

## Powołanie Defensa Interior
We wrześniu 1961 roku w Limoges odbył się kolejny kongres MLE. Dzięki działaniom Peiratsa nastąpiło na nim chwilowe zbliżenie stanowisk obu frakcji.
Kongres stwierdził, że nie ma najmniejszych nadziei na dyplomatyczne rozwiązanie problemu dyktatury w Hiszpanii. Drugiego września podjęto uchwałę o powołaniu tajnej i zorientowanej na działania zbrojne Komisji Obrony MLE, która składała się z sekretarzy generalnych wszystkich grup tworzących MLE oraz sekretarza Komisji Łączności FAI. Jej członkami zostali: Rogu Santamaria Cortiguera, Aniel Carballeira oraz Marcelino Boticario Sierra. Tajnej grupie nadano nazwę Defensa Interior (DI). W marcu 1962 roku odbyło się pierwsze spotkanie DI. Na ludzi odpowiedzialnych za działania grupy wybrano: Germinal Esgleas, Vincente Llansola, Cipriano Mera, Acracio Ruiz, Juan Jimeno, Juan Garcia Oliver oraz Octavio Alberola. Esgleas miał być odpowiedzialny za propagandę, Llansola miał się zająć organizacją zamachów na Franco, Alberola zaś dostał zadanie koordynowania działań grup uderzeniowych, a Garcia Oliver oprócz podejmowania decyzji w sprawie ogólnej strategii DI, miał też zbierać fundusze od antyfaszystów i związków zawodowych, wykorzystując swoje znajomości i wpływy, w szczególności w szwedzkim związku zawodowym SAC. W maju 1962 roku delegatów DI wysłano do Portugalii, aby tam nawiązali kontakty z anarchistycznym ruchem oporu oraz do Maroka, w celu założenia tajnej stacji radiowej w okolicach Tangiers.

## Rozłam w MLE
Kongres w Limoges uchwalił przeznaczenie 10 milionów franków francuskich na działalność DI. Jednak na skutek działań "frakcji umiarkowanej" ostatecznie DI otrzymała jedynie 100 tysięcy franków.
W 1963 roku, na skutek nacisków francuskiego rządu, część działaczy MLE (Esgleas i Montseny) odcięła się publicznie od akcji zbrojnych przeciwko Franco. 
W 1965 roku podczas kongresu MLE w Montpellier umiarkowane skrzydło kierowane przez Esgleasa i Montseny przeforsowało decyzję o oficjalnym zakończeniu działalności Defensa Interior. Oprócz tego doprowadzono do wydalenia z MLE Cipriano Mery za jego poparcie dla DI. Te decyzje doprowadziły do poważnego podziału w szeregach MLE, z którego, nie mogąc zaakceptować odcięcia się od walki zbrojnej, wycofała się FIJL. Wkrótce z MLE wyrzucono również José Peiratsa i Gómez Pelaeza. Te wydarzenia doprowadziły do powstania Grupy Pierwszego Maja (Grupo Primero de Mayo).